# Фестиваль лимонов
Фестиваль лимонов (фр. Fête du Citron) — традиционный праздник, который ежегодно проводится в Ментоне (Франция) в конце февраля или начале марта. В рамках фестиваля из цитрусовых создаются разнообразные скульптуры на определённую тему.

## Лимоны в Ментоне
История выращивания цитрусовых в Ментоне восходит к XV веку: первое упоминание о плантации цитрусовых в этой местности датируется 1471 годом. Существует легенда, согласно которой первые лимоны на Лазурном берегу посадила сама Ева. Когда она и Адам были изгнаны из рая, Ева захватила с собой золотой фрукт. После долгих странствий она увидела прекрасное побережье, которое напомнило ей покинутый рай. Здесь Ева и посадила свой золотой фрукт, а впоследствии на этом месте возник райский город — Ментон.
В наше время в Ментоне выращиваются различные виды цитрусовых; вокруг города расположены многочисленные плантации. Здесь также находится сад цитрусовых, в котором представлены 93 разновидности этих деревьев. Однако символом города считается именно лимон, в частности, местная его разновидность, отличающаяся ярко-жёлтым цветом и высоким содержанием сока.

## История праздника
Ментон, небольшой городок на Лазурном берегу, издавна пользовался популярностью у состоятельных курортников, приезжавших провести зимние месяцы в тёплом и мягком средиземноморском климате. В 1895 году владельцы отелей в Ментоне выступили с предложением устроить карнавал, в качестве развлечения для отдыхающих. Позднее, в 1929 году, одному из отельеров пришла в голову идея провести выставку цветов и цитрусовых в саду гостиницы Hôtel Riviera. Выставка имела огромный успех, и на следующий год мероприятие проводилось с гораздо бо́льшим размахом. Местные власти решили поддержать инициативу, благодаря которой праздник приобрёл особый местный колорит. Официальной датой рождения праздника считается 1934 год.
Фестиваль не проводился во время Второй мировой войны с 1940 года по 1946 год, в 1991 году из-за войны в Ираке и в 2021 году из-за пандемии коронавируса.

## Традиции
С 1936 года фестиваль проводится в ботаническом саду Ментона (фр. Les jardins Biovès). Здесь создаются разнообразные скульптуры и конструкции из цитрусовых, как правило, в рамках определённой темы. Так, в 2001 году темой фестиваля были сказки Перро, в 2009 — музыка, в 2012 — регионы Франции, в 2015 — Китай, в 2016 — итальянское кино, в 2017 — Бродвей, в 2020 - праздники мира. В создании скульптур ежегодно участвуют около 240 000 человек, при этом используется около 145 тонн цитрусовых. Интересно, что местные лимоны в празднике почти не задействованы: они считаются деликатесом и используются исключительно в гастрономических целях. Цитрусовые для фестиваля завозятся в Ментон из Испании.
Фестиваль длится более двух недель, в течение которых на улицах Ментона можно видеть многочисленных акробатов, клоунов, художников и музыкантов. Вдоль побережья движутся кортежи, украшенные цитрусовыми. Это зрелище ежегодно собирает от 25 000 до 30 000 зрителей: число, равное количеству жителей города. В общей же сложности фестиваль привлекает более 200 000 зрителей.
В тёмное время суток скульптуры в ботаническом саду подсвечиваются разноцветными огнями, что придаёт им особую красочность. Это музыкально-световое шоу носит название «Сады света» (фр. Jardins de Lumières).
- Фестиваль 2006 года (тема «Бразилия»)
- Фестиваль 2006 года
- Фестиваль 2013 года (тема «Вокруг света за 80 дней»)
- Фестиваль 2013 года
- Фестиваль 2014 года (тема «20 000 льё под водой»)

## Темы фестиваля
| 2022 | 89 |                                      | 12 Фев. - 27 Фев. |
| 2021 | 88 |                                      | перенесен на 2022 |
| 2020 | 87 | Мировые праздники                    | 15 Фев. - 3 Март  |
| 2019 | 86 | Фантастические миры                  | 16 Фев. - 3 Март  |
| 2018 | 85 | Болливуд                             | 17 Фев. - 4 Март  |
| 2017 | 84 | Бродвей                              | 11 Фев. - 1 Март  |
| 2016 | 83 | Чинечитта                            | 13 Фев. - 2 Март  |
| 2015 | 82 | Невзгоды лимона в Китае              | 14 Фев. - 4 Март  |
| 2014 | 81 | 20,000 лье под водой                 | 15 Фев. - 5 Март  |
| 2013 | 80 | Вокруг света за 80 дней              | 16 Фев. - 6 Март  |
| 2012 | 79 | Регионы Франции                      | 17 Фев. - 7 Март  |
| 2011 | 78 | Великие цивилизации                  | 18 Фев. - 9 Март  |
| 2010 | 77 | Ментон снимает кино                  | 12 Фев. - 3 Март  |
| 2009 | 76 | Музыка мира                          | 13 Фев. - 4 Март  |
| 2008 | 75 | Острова мира                         | 16 Фев. - 5 Март  |
| 2007 | 74 | Карнавалы - почётный гость: Индия    | 17 Фев. - 7 Март  |
| 2006 | 73 | Карнавалы - почётный гость: Бразилия |                   |
| 2005 | 72 | Да здравствует Испания               |                   |
| 2004 | 71 | Диснейленд                           |                   |
| 2003 | 70 | Алиса в Стране Чудес                 |                   |
| 2002 | 69 | Пиноккио                             | 31 Янв. - 17 Фев. |
| 2001 | 68 | Сказки матушки Гусыни                | 8 - 27 Фев.       |
| 2000 | 67 | Басни Лафонтена                      | 11 - 27 Фев.      |
| 1999 | 66 | Счастливчик Люк в Ментоне            |                   |
| 1998 | 65 | Тинтин в стране лимонов              |                   |
| 1997 | 64 | Ментон-Монако "История принцесс"     |                   |
| 1996 | 63 | Астерикс в стране лимонов            |                   |
| 1995 | 62 | Диснейленд в стране лимонов          |                   |
| 1994 | 61 | Морские сказания                     |                   |
| 1993 | 60 | Праздники Европы                     |                   |
| 1992 | 59 | Галантные праздники                  |                   |
| 1991 | 58 | Год Моцарта                          |                   |
| 1990 | 57 | Мифы и легенды Средиземноморья       |                   |
| 1989 | 56 | История Франции                      |                   |
| 1988 | 55 | Чудеса света                         |                   |
| 1987 | 54 | Любовь и страсть                     |                   |
| 1986 | 53 | Истории и легенды                    |                   |
| 1985 | 52 | Кино                                 |                   |
| 1984 | 51 | Лимоны без границ                    |                   |
| 1983 | 50 | Свадьба золотых лимонов              |                   |
| 1982 | 49 | Жюль Верн                            |                   |
| 1981 | 48 | Прованс                              |                   |
| 1980 | 47 | Нет больше мусора                    |                   |
| 1979 | 46 | Цирк                                 |                   |
| 1978 | 45 | Путешествие в историю Ментона        |                   |
| 1977 | 44 | Лимон во всех видах                  |                   |
| 1976 | 43 | Лимон на ярмарке                     |                   |
| 1975 | 42 | Веселый конгресс золотых лимонов     |                   |
| 1974 | 41 | Лимон в китайском стиле              |                   |
| 1973 | 40 | Путешествие на Луну                  |                   |
| 1972 | 39 | Что за программа!                    |                   |
| 1971 | 38 | Лимон и море                         |                   |
| 1970 | 37 | Музыка                               |                   |
| 1969 | 36 | Лимонный король путешествует         |                   |
| 1968 | 35 | Счастливый талисман                  |                   |
| 1967 | 34 | Знаки зодиака                        |                   |
| 1966 | 33 | Времена года                         |                   |
| 1965 | 32 | Оранжевые и золотые водопады         |                   |
| 1964 | 31 | Да-да оркестры                       |                   |
| 1963 | 30 | Лимоны сквозь годы                   |                   |
| 1962 | 29 | Любовь                               |                   |
| 1961 | 28 | Симфония в оранжевом и золотом       |                   |
| 1960 | 27 | Маленький мир нашей деревни          |                   |
| 1959 | 26 | Цветы                                |                   |